# Georges Lejaulne
Georges Lejaulne, né le 4 novembre 1732 à Fontaine-Châtel est un homme politique français.

## Biographie
Georges Lejaulne est député de la Seine-Inférieure au Conseil des Cinq-Cents de 1797 à 1799. La date de sa mort n’est pas connue.